# 诺基亚N90
Nokia N90是第一支由诺基亚出品的一款N系列3G智能手机。而相機更是當時第一款取得蔡司鏡頭認證的手機，且是NOKIA第一支搭載自動對焦功能的手機。